# Geschichte der Soziologie

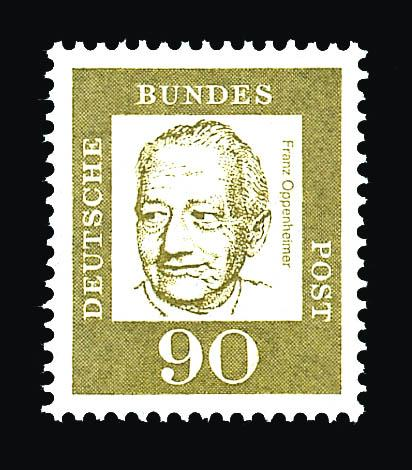
Franz Oppenheimer (1864–1943) ist – von Ludwig Erhard als Bundeskanzler durchgesetzt – der erste Soziologe, der auf einer deutschen Briefmarke erschien.

Die Geschichte der Soziologie ist die Geschichte der Wissenschaft Soziologie. Im engeren Sinne begann die Geschichte der Soziologie Mitte des 19. Jahrhunderts mit den Arbeiten von Auguste Comte. Davor gab es in einem weiteren Sinne schon seit dem Altertum Theorien zu Funktion und Entwicklung der Gesellschaft. Prägend für die Soziologie bis in die Gegenwart waren im frühen 20. Jahrhundert insbesondere Max Weber und Émile Durkheim.

## Ursprünge und frühe Entwicklung
Die Entstehung der „Soziologie“ unter diesem Namen ist eng mit der Entwicklung der bürgerlichen Gesellschaftsformation im Europa des 18. und 19. Jahrhunderts sowie mit der sich bildenden Industriegesellschaft verbunden.

### Protosoziologie
Doch treten soziologische Analysen schon auf, seit in der Antike Autoren Beobachtungen und Reflexionen ihrer eigenen oder fremder Gesellschaften und deren Herrschaftssysteme und Alltagsgebräuche verfassten. Nennen lassen sich etwa Xenophánes, Polýbios, Ibn Chaldun, Giambattista Vico und Adolph Freiherr Knigge. Dabei verfuhren sie oft bewertend, indem sie sich an bestimmten normativen Ideen orientierten.
Als Etablierung einer an Theorie und Empirie gebundenen Einzelwissenschaft, die sich nicht an Leitbildern orientierte, hatte die Soziologie ihren Ursprung in der Handlungstheorie Niccolò Machiavellis, in Adam Smiths epochalem Werk über den Reichtum der Nationen (1776), in Adam Ferguson und bei den Frühsozialisten wie Henri de Saint-Simon; ferner in den Handlungstheorien des deutschen Idealismus, die bis heute soziologische Erklärungen und ihre erkenntnistheoretischen Orientierungen beeinflussen. Tendenzen zu einer abstrakten Modellbildung zeichneten sich 1817 bei David Ricardo ab. Sie wurden allerdings erst um 1870 mit dem Entstehen einer mathematisch begründeten Lehre vom subjektiven Nutzen und vom Marktgleichgewicht bedeutend.
Auch ihr Vorläufer Karl Marx wird heute als soziologischer Klassiker und Begründer einer Ideologietheorie gelesen. Ebenso legte Friedrich Engels mit Die Lage der arbeitenden Klasse in England schon um 1844 eine wichtige, wenn auch ‚engagierte‘ soziologische Studie vor. Marx und Engels ist eine Mitbegründung der modernen Soziologie zumal deshalb zuzuordnen, weil beide in ihrem Buch von 1845, Die deutsche Ideologie, sich klar von der Philosophie (besonders Hegels) los sagen und eine „positive Wissenschaft“ begründen, die allerdings die empirische Analyse der Wirklichkeit und Tatsachen prozessual interpretieren soll, wobei die Dialektik zu einer spezifisch Marxschen Dialektik wird, die kaum mehr meint als den gesellschaftlichen Prozess im Sinne sozialer Evolution. Ein simpler Positivismus wird dabei vermieden.
Weitere unmittelbare Vorläufer sind die Geschichtswissenschaft, die Jurisprudenz, die Nationalökonomie, aber auch die durch Policeywissenschaften sowie die durch die Missstände der Industrialisierung und Urbanisierung veranlassten Sozialenqueten und Studien zum Pauperismus des 19. Jahrhunderts, die die Entwicklung der Politischen, der Rechts-, Wirtschafts-, Kriminal- und Familiensoziologie, der Schichtungstheorien sowie der Stadt-, Arbeits- und Betriebssoziologie beeinflussten und neuartige Messverfahren sozialer Sachverhalte und statistische Instrumente hervorbrachten.

### Entwicklungslinien der Soziologie von Comte bis Parsons
Das Wort Soziologie aber prägte erst Auguste Comte Mitte des 19. Jahrhunderts – zusammengesetzt aus dem lateinischen socius (gemeinsam) und dem griechischen λόγος (lógos, Wort). Ihm schwebte eine Art soziale Physik vor, eine auf einigen wenigen Universalgesetzen aufbauende („positive“) Naturwissenschaft des Sozialen. Comtes Ideen verwarf man recht schnell wieder – sein Begriff „Soziologie“ blieb. Pierre Guilleaume Fréderic Le Play begründete die moderne Sozialstatistik und erforschte sozial relevante Themen wie die Arbeitsbedingungen in den französischen Betrieben aus konservativ-paternalistischer Sicht.
Gabriel Tarde führte das soziale Geschehen vor allem auf Nachahmung zurück. Dazu zählten für ihn u. a. naive Nachahmung, bewusste Imitation, Belehrung, Erziehung und Gehorsam. Als Begründer der Soziologie werden im heutigen Fachdiskurs insbesondere Max Weber und Émile Durkheim herausgehoben. Durkheim ergänzte die Erklärung des Sozialen als interpsychisches Geschehen durch den Aspekt der normativen Regelung. Georg Simmel vertiefte die Einsicht in die Strukturiertheit des Sozialen, indem er die Theorie der sozialen Rolle vorwegnahm. Ferdinand Tönnies brachte mit der Unterscheidung zwischen Gemeinschaft und Gesellschaft erneut einen „substanzialistischen“ Ansatz in die Soziologie. Demgegenüber entwickelte Weber mit der Kategorie des sozialen Handelns eine „prozessuale“ Theorie, die er im Vergleich zum normativ-strukturellen Ansatz Durkheims um den Aspekt der Orientierung der Handlung an Erwartungen und Chancen erweiterte. Talcott Parsons vereinheitlichte diese Theorieansätze unter Heranziehung von Konzepten von George Herbert Mead und Alfred Schütz zu einer allgemeinen Handlungstheorie. Dabei untersuchte er die strukturellen Rahmenbedingungen des Handelns und entwickelte diesen strukturfunktionalistischen Ansatz zu einer Theorie des sozialen Systems weiter. Alternativ setzten sich seit den 1960er Jahren kommunikationstheoretische Ansätze und Theorien des symbolischen Handelns durch.

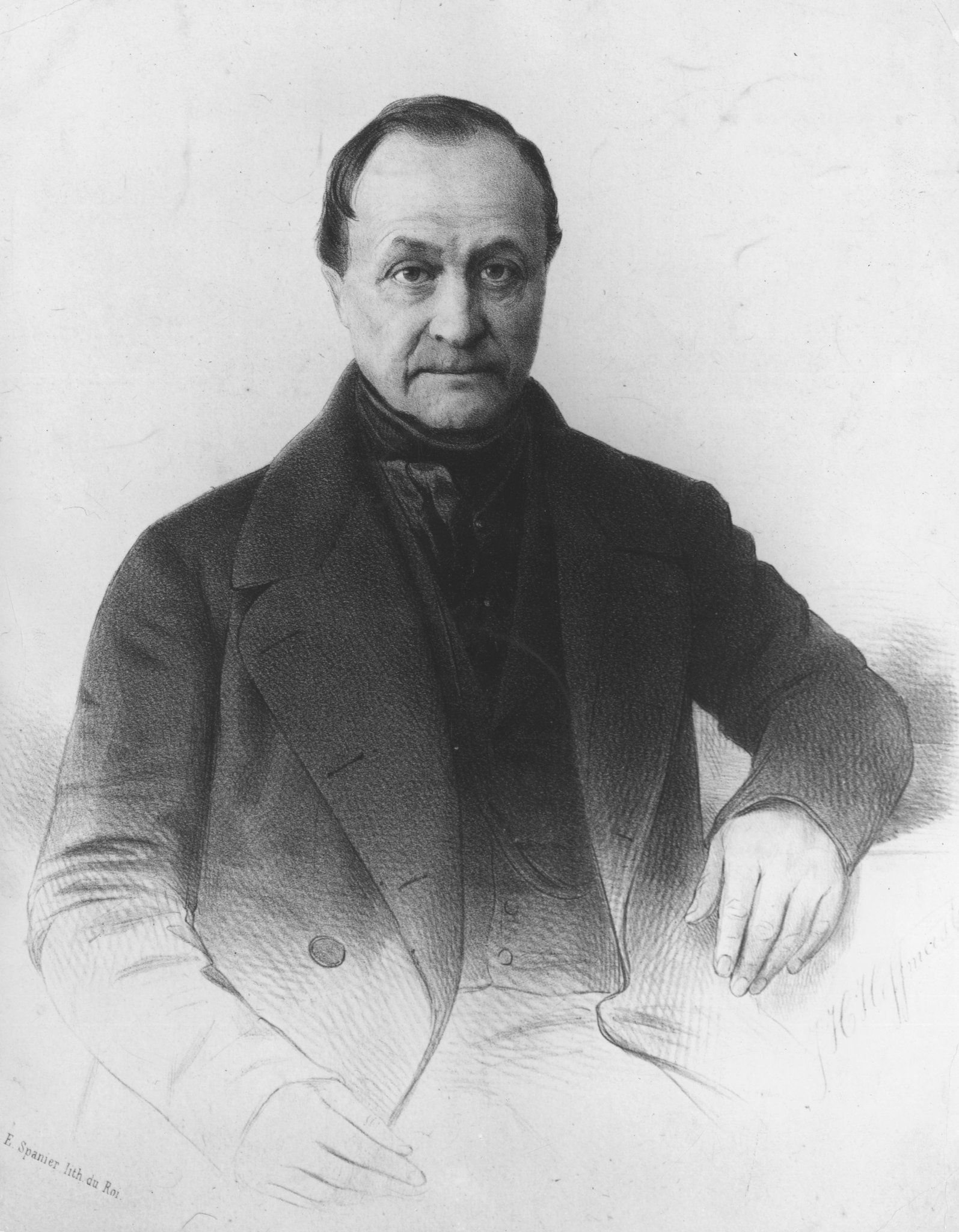
Auguste Comte (1798–1857)
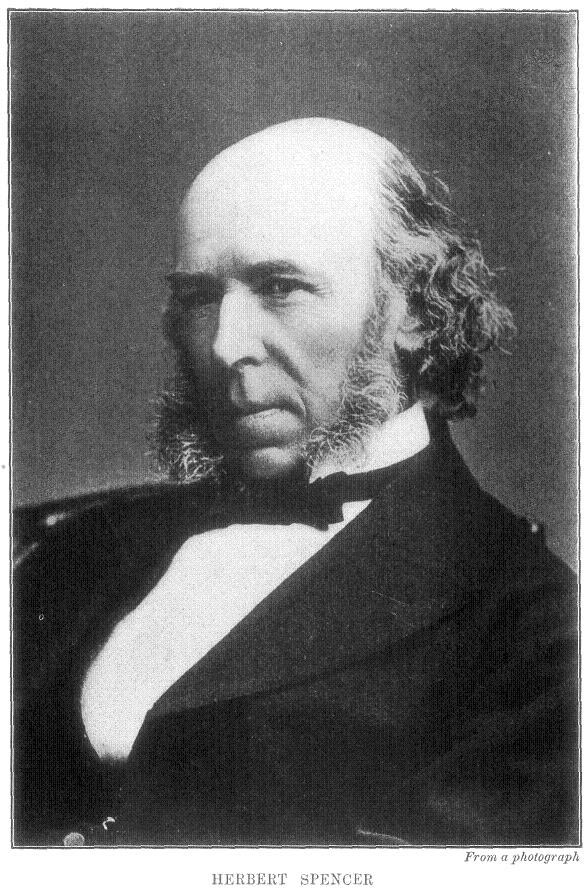
Herbert Spencer (1820–1903)
Émile Durkheim (1858–1917)
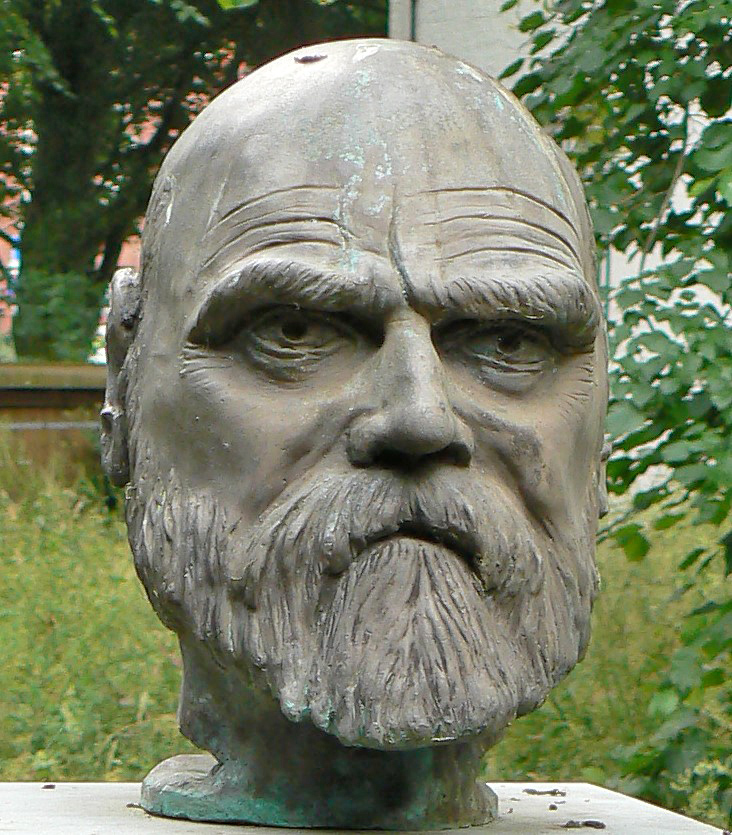
Ferdinand Tönnies (1855–1936), Denkmal in Husum
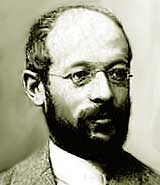
Georg Simmel (1858–1918)
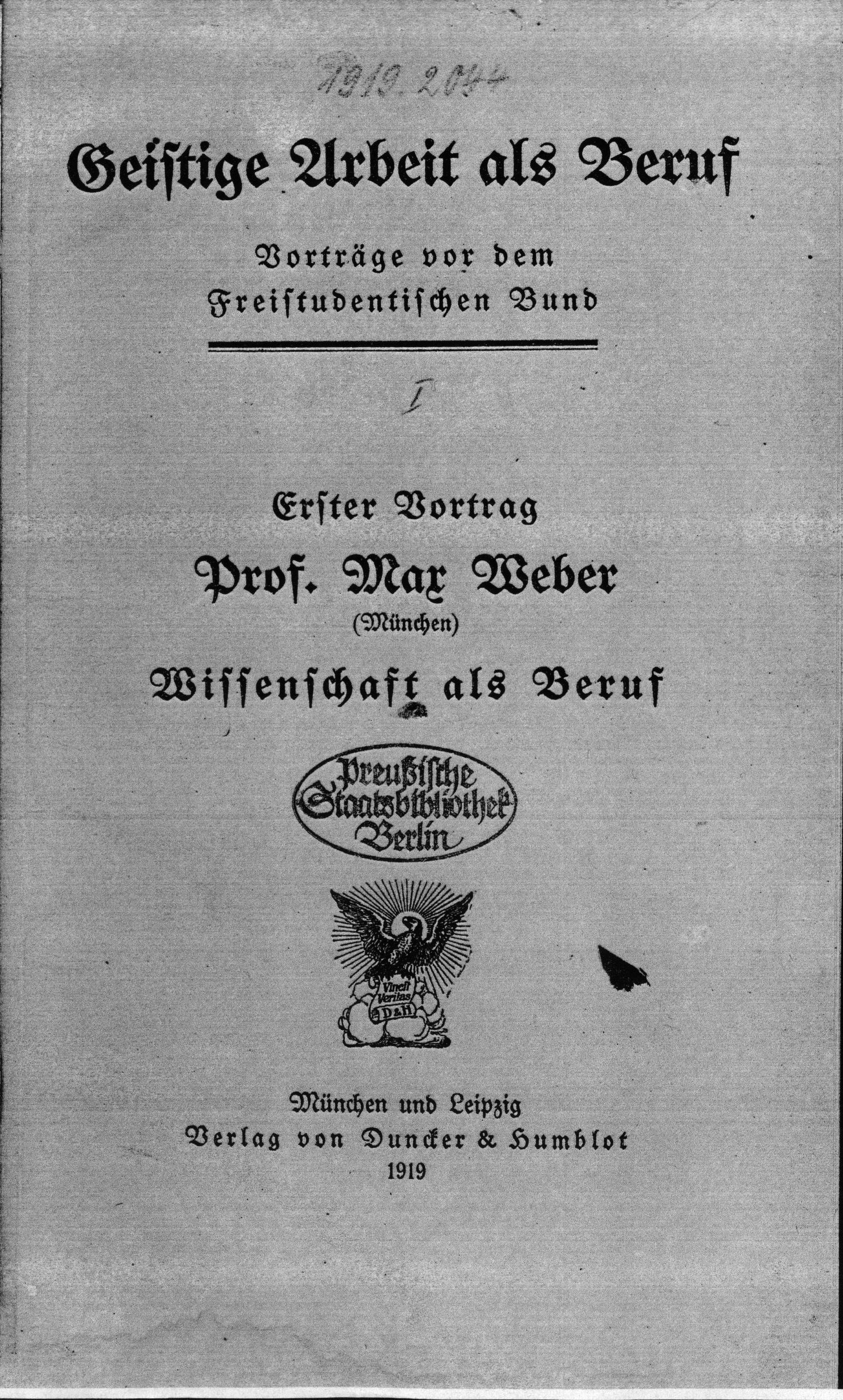
Max Weber: Wissenschaft als Beruf, 1919

Zu den Begründern der Soziologie gehören ebenso (mit deutlich geschichtsphilosophischer Orientierung) der Engländer Herbert Spencer, der Pole Ludwig Gumplowicz mit seinen Arbeiten zur Integration von Minderheiten, der Italiener Vilfredo Pareto, der Beiträge zur Theorie der Ideologien lieferte, und der US-Amerikaner Thorstein Veblen, der sich ebenso wie der Deutsche Werner Sombart mit der Entstehung von Wirtschaftseliten oder der Rolle des Luxus befasste.
Zu den Vordenkern des Strukturfunktionalismus gehören die britischen Vertreter der Sozialanthropologie, vor allem der von Durkheim beeinflusste Alfred Radcliffe-Brown, der die Bedingungen der Stabilität gesellschaftlicher Strukturen untersuchte.
Entscheidende Beiträge zur Ausdifferenzierung der neugebildeten Disziplin der Soziologie wurden unter anderem von den weiblichen Vordenkerinnen Harriet Martineau (1802–1876) zur kritischen Sozialforschung und Analyse der US-amerikanischen Gesellschaft sowie von Jenny P. d’Héricourt (1809–1875) zu sozialer Geschlechtertheorie und patriarchaler Kritik  oder auch von Beatrice Webb (1858–1943), die für Herbert Spencer arbeitete und zur englischen Genossenschaftsbewegung forschte, veröffentlicht. Historisch wurden weibliche Autorinnen in der Soziologie lange vernachlässigt, spielen jedoch für die Entwicklung der Soziologie als eigenständige Disziplin eine große Rolle.
In Großbritannien wurde 1895 die London School of Economics gegründet. Sie kann als Durchbruch für eine in Theorie und Faktenforschung integrierende Gesellschaftslehre gelten. In den USA wurde 1892 an der Universität Chicago das erste Department für Soziologie geschaffen. Die Deutsche Gesellschaft für Soziologie wurde 1909 gegründet.

## Soziologie in Deutschland
In Deutschland erschien 1887 die erste Studie zur Begründung des heutigen Fachs Soziologie, „Gemeinschaft und Gesellschaft“ von Ferdinand Tönnies. Er gilt zusammen mit Georg Simmel und Max Weber als Begründer der deutschsprachigen Soziologie und war bis 1933 erster Präsident Deutschen Gesellschaft für Soziologie. Die erste ordentliche Soziologie-Professur hatte in der neu ausgerufenen Republik Deutschland seit 1919 Franz Oppenheimer inne (Lehrstuhl für Soziologie und theoretische Nationalökonomie an der Johann Wolfgang Goethe-Universität Frankfurt am Main). Den ersten ausschließlich für Soziologie ohne Beiordnung eines weiteren Fachs gewidmeten Lehrstuhl besetzte ab 1925 Hans Freyer an der Universität Leipzig.
Die Soziologie im oben beschriebenen Sinn konnte sich in Deutschland im Nationalsozialismus nicht weiterentwickeln: selbst ein Hochbetagter wie Tönnies wurde aus dem Dienst entfernt. Viele andere, jüngere, teilweise jüdische Soziologen, die zur Emigration gezwungen wurden, leisteten später wichtige Beiträge zur Entwicklung des Fachs in den USA wie etwa der in Budapest geborene Karl Mannheim mit seinen Arbeiten zur Ideologietheorie und Wissenssoziologie, aber auch z. B. in der Schweiz (wie René König, der Begründer der „Kölner Schule“), in Dänemark bzw. Schweden (so Theodor Geiger, ein Begründer der Theorie der sozialen Schichtung), im Exil in der Türkei und in Neuseeland. Die Fachkollegin Hanna Meuter, ebenfalls Opfer der Beamtengesetze von 1933, bedauerte 1948, dass „von den ehemals 150 Mitgliedern der Deutschen Gesellschaft für Soziologie über die Hälfte, nicht unbeeinflußt durch die Vernichtungsverfahren der Zeit, heute nicht mehr unter uns sind.“
Andererseits wurde die sogenannte „Deutsche Soziologie“ unter den Nationalsozialisten in einigen Bereichen der empirischen Forschung ausgebaut und wie andere Wissenschaften auch als ideologische Stütze der Weltanschauunginstrumentalisiert. Es gab also durchaus eine Soziologie im Nationalsozialismus. Lehrstühle an deutschen Hochschulen wurden zum Teil in solche für Philosophie (Arnold Gehlen), Politische Wissenschaften (Hans Freyer) oder Anderes umbenannt. Viele Soziologieprofessoren waren Mitglieder der NSDAP oder von ihr dominierter Standesorganisationen, wie dem NS-Dozentenbund. Insbesondere Gehlens Institutionentheorie blieb weit über 1945 hinaus international einflussreich.
Bis in die 1960er Jahre waren soziologische Lehrstühle, gemessen am späteren Ausbau, relativ selten, dann gewann die Soziologie an gesellschaftlicher Bedeutung in der Bundesrepublik Deutschland; auf Grund dessen und in der Politik der Bildungsexpansion kam es zu zahlreichen Lehrstuhl- und Institutsgründungen. Zu erwähnen ist hier insbesondere die von dem damals sehr einflussreichen, aber auch wegen seiner nationalsozialistischen Vergangenheit umstrittenen Soziologen Helmut Schelsky inaugurierte Universitätsneugründung Bielefeld, die bis heute als soziologisches Schwergewicht gilt. Im Zuge der Studentenbewegung nahm in der zweiten Hälfte der 1960er Jahre die Zahl der Soziologiestudenten sprunghaft zu.
In der DDR wurde die sogenannte bürgerliche Soziologie massiv angefeindet. Man etablierte eine marxistisch-leninistische Soziologie, die auch in die BRD hineinwirkte. Außerdem gab es eine zu Beginn der 1960er Jahre entstandene, eng gefasste Soziologie in der DDR. Mit dem Zusammenbruch der DDR kam es dort zu zahlreichen neuen Professuren. Inzwischen fallen soziologische Lehrstühle und teilweise ganze Institute vermehrt dem Rotstift zum Opfer.
Einflussreich, auch auf die internationale soziologische Debatte, waren in der Nachkriegszeit zunächst Helmut Schelsky (vgl. die Leipziger Schule) und René König, ab etwa 1965 – und stärker noch – insbesondere die Frankfurter Schule (Kritische Theorie) mit Namen wie Theodor W. Adorno und später Jürgen Habermas und Oskar Negt. In der jüngeren Zeit ist insbesondere auf die Systemtheorie Niklas Luhmanns hinzuweisen.

## International
Einen besonders großen Beitrag zu Entwicklung der Soziologie haben französische Intellektuelle geleistet, beginnend mit Protosoziologen der Aufklärung wie Jean-Jacques Rousseau, dann Henri de Saint-Simon, über seinen Schüler Auguste Comte und Émile Durkheim, der sich über die gleichfalls bedeutenden Gabriel Tarde und Arnold van Gennep hinweg zu setzen vermochte, über Marcel Mauss und Maurice Halbwachs bis zu den zeitgenössischen französischen Soziologen und Philosophen wie Pierre Bourdieu, Jean Baudrillard und Michel Foucault.
Ferner sind aus Großbritannien Herbert Spencer, Max Gluckman und Anthony Giddens, aus Italien Vilfredo Pareto, aus Polen Ludwig Gumplowicz und Bronisław Malinowski (der vor allem in England wirkte), aus den Niederlanden Rudolf Steinmetz, aus Brasilien Gilberto Freyre zu nennen.
Für den nordamerikanischen Raum sind als wichtige Meilensteine der Entwicklung der Soziologie Thorstein Veblen, sodann die soziologische Chicagoer Schule um Robert Ezra Park, der von Talcott Parsons etablierte Strukturfunktionalismus und die stark an ökonomischen Prämissen orientierte Theorie der rationalen Entscheidung zu nennen. Anders in Großbritannien, wo eine den Folgeproblemen des Kolonialismus zu verdankende leistungsfähige Social Anthropology (Ethnosoziologie), die stärker das Individuum in den Blick nahm, die Soziologie i. e. S. stark am Aufkommen hinderte. Auch der Symbolische Interaktionismus und die Ethnomethodologie wurden aus den USA nach Deutschland gebracht. Der Einfluss der Soziologie der USA war bei der Wiederetablierung der Soziologie in der Bundesrepublik Deutschland deutlich spürbar – häufig in Form eines Reimports, denn Autoren wie Parsons oder Charles Wright Mills waren stark von der deutschen Soziologie, vor allem von Max Webers Herrschafts- und Bürokratietheorie, beeinflusst.
Soziologie ist heute eine weltweit institutionalisierte Wissenschaft. Dies zeigen die Existenz der International Sociological Association (ISA) und ihre Weltkongresse, sowie in ein zunehmender Blick über den Rand nationalstaatlicher 'Container' auf Weltgesellschaft und Globalisierungsprozesse. Einzelüberblicke, wie etwa zur indischen oder australischen Soziologie, sind jedoch noch selten.

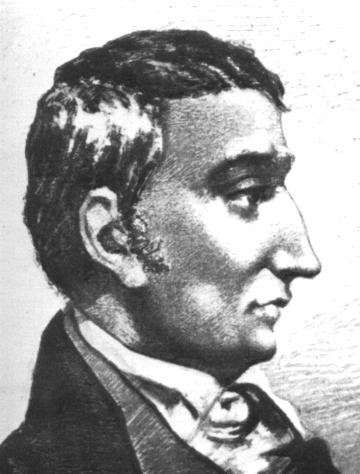
Henri de Saint-Simon (1760–1825)
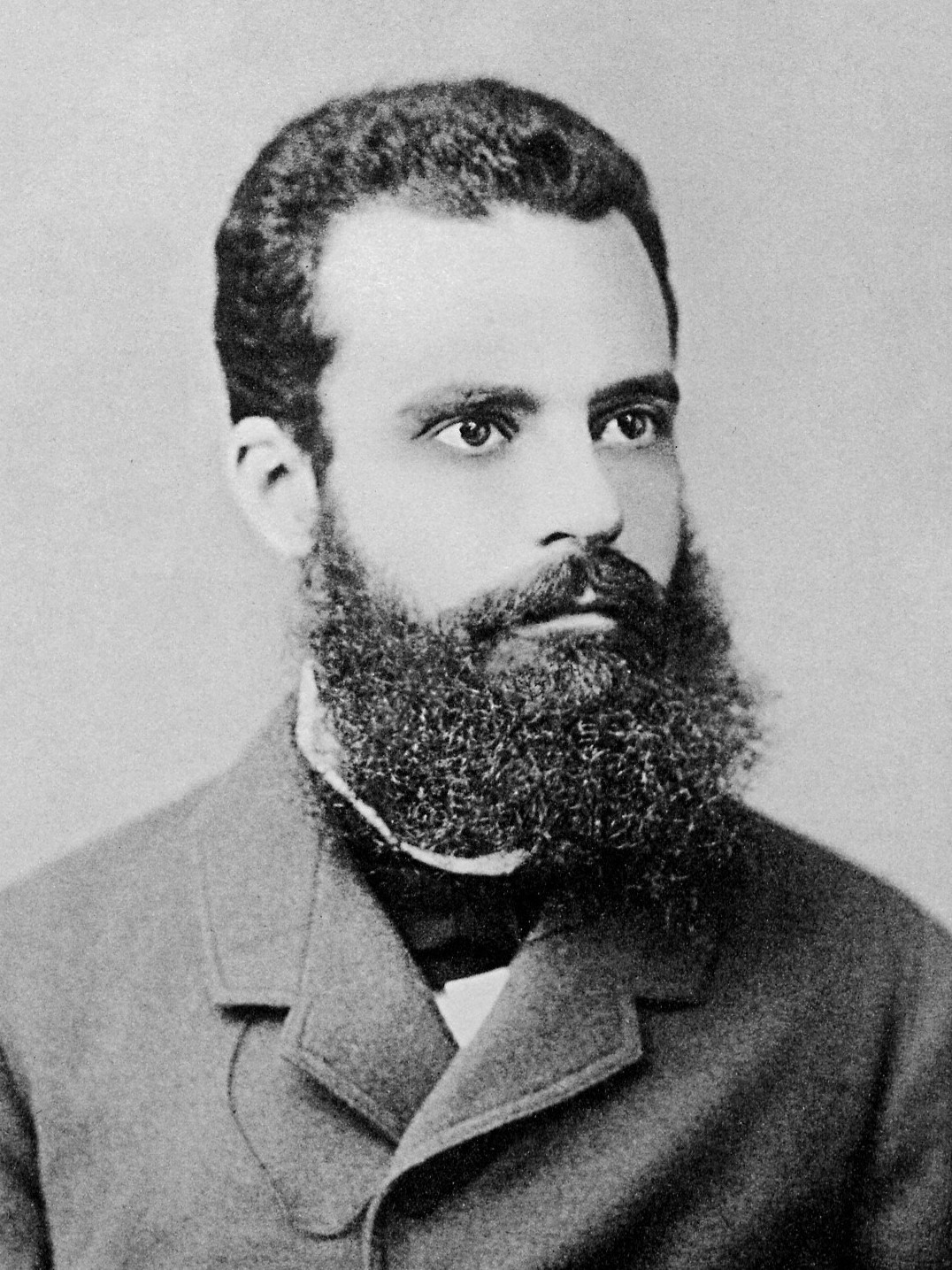
Vilfredo Pareto (1848–1923)
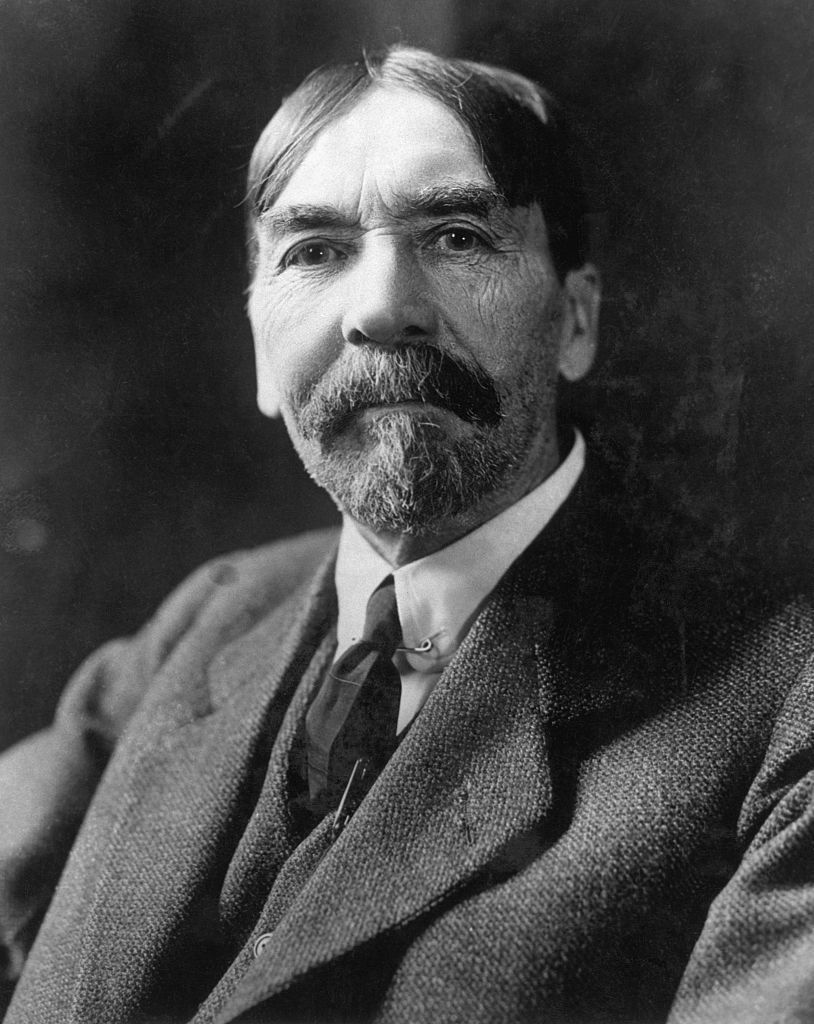
Thorstein Veblen (1857–1929)
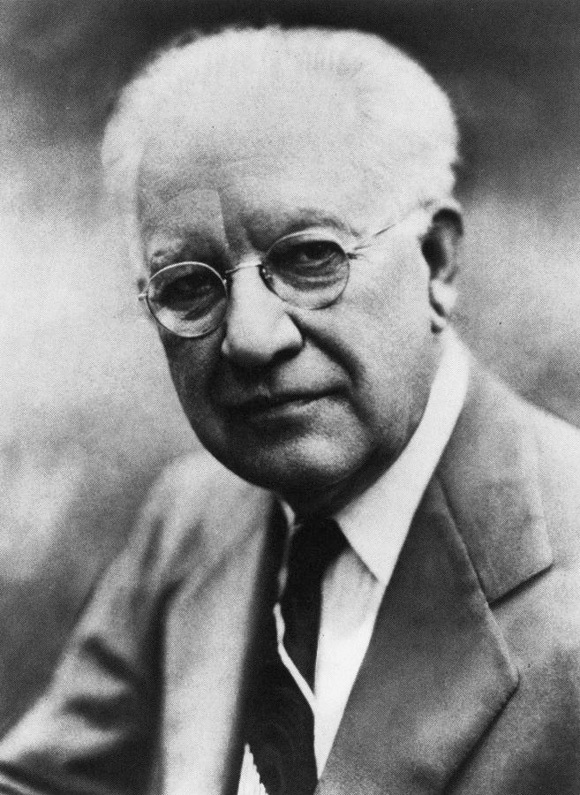
Robert Ezra Park (1864–1944)
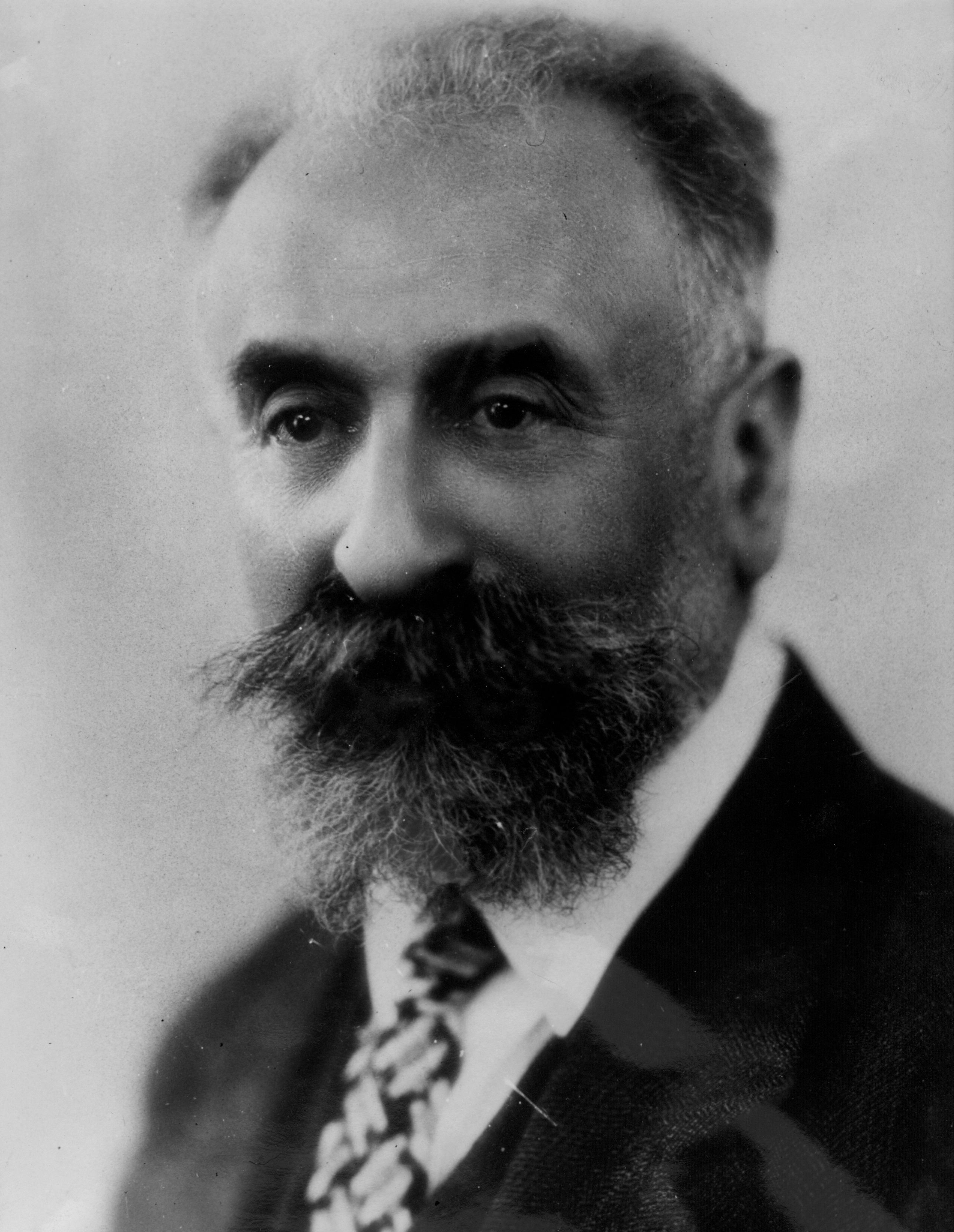
Marcel Mauss (1872–1950)
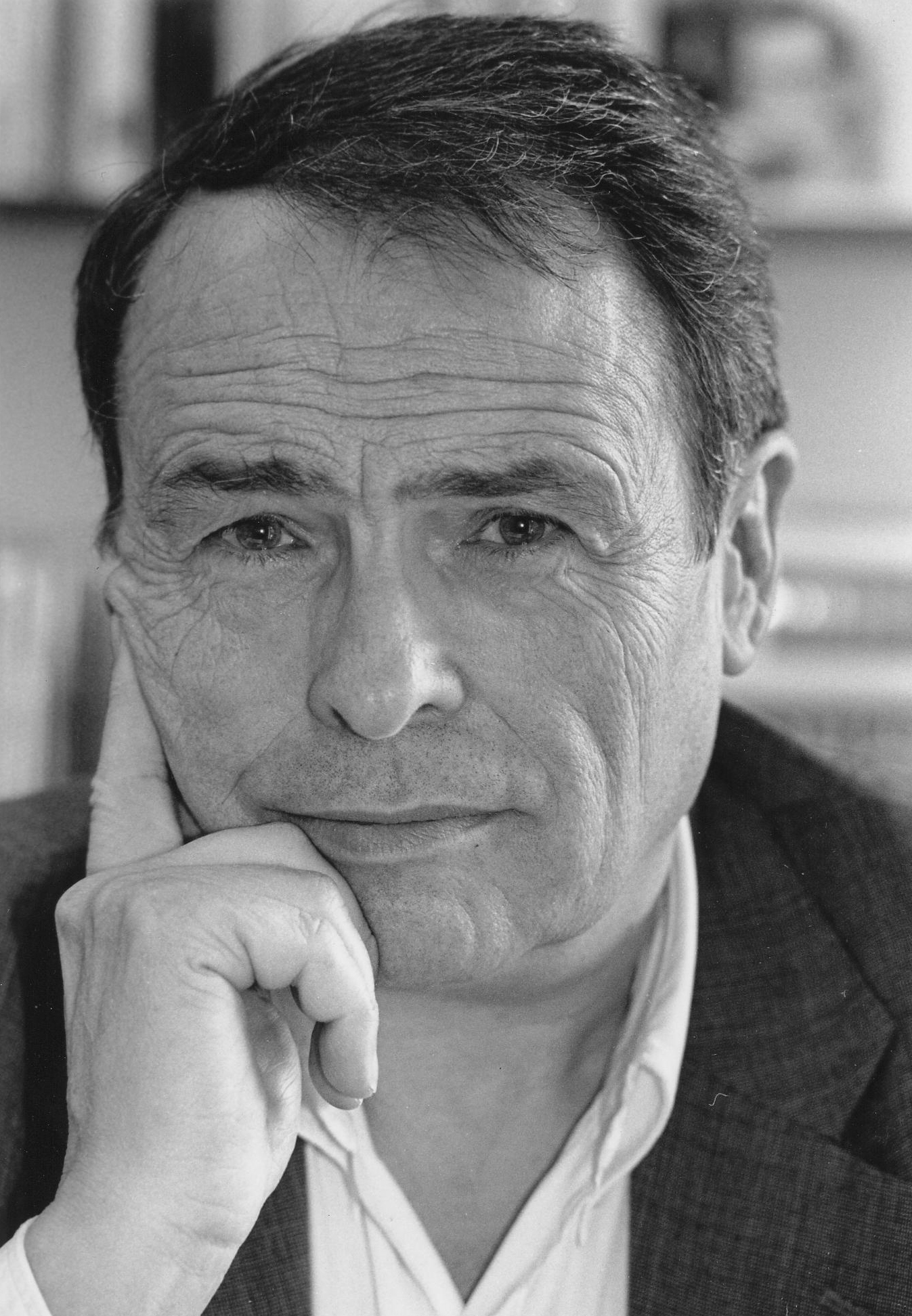
Pierre Bourdieu (1930–2002)

## Erläuterungen
1. ↑  Jürgen Osterhammel: Die Verwandlung der Welt. Eine Geschichte des 19. Jahrhunderts. C. H. Beck. 2 Aufl. der Sonderausgabe 2016. ISBN 978 3 406 61481 1. S. 55
2. ↑  Für die Schweiz bgl. beispielhaft Thomas Busset: Sozialenqueten in Historisches Lexikon der Schweiz, 2011
3. ↑  Gabriel Tarde: Les lois de l'imitation. 1890.
4. ↑  Émile Durkheim: De la division du travail social: Étude sur l’organisation des sociétés supérieures. Paris 1893; Ders.: Les règles de la méthode sociologique. Paris 1895.
5. ↑  Georg Simmel: Soziologie. Untersuchungen über die Formen der Vergesellschaftung. Berlin 1908.
6. ↑  René König: Das Fischer Lexikon Soziologie. Frankfurt 1968, S. 17.
7. ↑  Talcott Parsons: The Structure of Social Action. A Study in Social Theory with special Reference to a Group of Recent European Writers. 4. Auflage, New York / London 1966.
8. ↑  H. J. Aretz: Der orthodoxe Funktionalismus der britischen Sozialanthropologie in seiner theoretischen und empirischen Variante: Radcliffe-Brown und Malinowski, in Ders.: Funktionalismus und Neofunktionalismus. Springer VS, Wiesbaden 2022. DOI:10.1007/978-3-658-37039-8_11
9. ↑  Susan Hoecker-Drysdale: Harriet Martineau (1802-1876): Kritische Sozialforschung: Theorie und Praxis. In: Claudia Honegger und Theresa Wobbe (Hrsg.): Frauen in der Soziologie. Neun Portraits. C.H.Beck, München 1998, ISBN 978-3-406-39298-6.
10. ↑  Caroline Arni, Claudia Honegger: Jenny P. d’Héricourt (1809-1875): Weibliche Modernität und die Prinzipien von 1789. In: Claudia Honegger und Theresa Wobbe (Hrsg.): Frauen in der Soziologie. Neun Portraits. C.H.Beck, München 1998, ISBN 978-3-406-39298-6.
11. ↑  Wolf Lepenies: Beatrice Webb (1858-1943): Meine  Lehrjahre – ein Klassiker  der  englischen Literatur, ein Klassiker der Sozialforschung. In: Claudia Honegger und Theresa Wobbe (Hrsg.): Frauen in der Soziologie. Neun Portraits. C.H.Beck, München 1998, ISBN 978-3-406-39298-6.
12. ↑  Frauen in der Soziologie. Neun Portraits – Claudia Honegger. 10. Januar 2014, abgerufen am 14. Mai 2025.
13. ↑  Jürgen Osterhammel: Die Verwandlung der Welt. Eine Geschichte des 19. Jahrhunderts. C. H. Beck. 2 Aufl. der Sonderausgabe 2016. ISBN 978 3 406 61481 1. S. 56
14. ↑  Universität Leipzig, Institut für Soziologie: Soziologie in Leipzig – Ein historischer Überblick, dort „Weimarer Republik und NS-Herrschaft (1925-1945)“, abgerufen am 16. Dezember 2020.
15. ↑  Hinzuweisen ist auf die vom deutschen Sprachgebrauch divergierenden Unterscheidungen zwischen sociology, social theory, social anthropology und cultural anthropology.
16. ↑  Vgl. hierzu die ISA-Zeitschrift International Sociology. Jg. 24, H. 5, 2009, S. 663–668, 669–681.
17. ↑  Cord Riechelmann: Die alltägliche Normalität der Gewalt. Rezension. In: Aktuell › Feuilleton › Soziologie. Frankfurter Allgemeine Sonntagszeitung. 1. Mai 2015, S. 40. Auf FAZ.net, abgerufen am 24. November 2022.